# Retardismo
El retardismo es un concepto empleado en el ámbito del cambio climático para referirse a aquellos individuos que, si bien reconocen la existencia del cambio climático, no lo consideran una cuestión urgente que requiera acciones inmediatas. Estas personas, denominadas retardistas, suelen obstaculizar los planes dirigidos a mitigar el cambio climático.
El término retardismo se aplica a quienes retrasan o dificultan la implementación de medidas efectivas en la lucha contra el cambio climático. Es importante diferenciar a los retardistas de los negacionistas, quienes directamente niegan la existencia del cambio climático. Mientras que los retardistas aceptan el fenómeno, no lo perciben como una prioridad que demande acciones urgentes.
Los retardistas argumentan frecuentemente que la lucha contra el cambio climático puede postergarse, particularmente si afecta la economía o los intereses estratégicos de una empresa. Constituyen un obstáculo en la lucha contra el cambio climático, dado que dilatan la adopción de medidas efectivas para combatirlo. Ciertos grupos ecologistas alertan sobre discursos retardistas provenientes de ciertas industrias, cuyo propósito es aplazar la acción frente al cambio climático.